# Peneroplis
Genre
Synonymes
- Cristellaria Lamarck, 1816
- Cristellaria (Cristellaire) d'Orbigny, 1826
- Cristellaria (Cristellaria) Lamarck, 1816
- Peneroplis (Peneroplis) d'Orbigny, 1839

Peneroplis est un genre  de foraminifères de la famille des Peneroplidae, de l'ordre des Miliolida et de la classe des Tubothalamea.

## Liste des espèces
Selon World Register of Marine Species (29 avril 2022), le genre compte 37 noms d'espèces acceptés, dont 21 désignent des espèces fossiles. Il y a aussi de nombreux noms en synonymie.
- Peneroplis antillarum d'Orbigny, 1839
- †Peneroplis aragonensis (Peybernès, 1984)
- Peneroplis arietinus (Batsch, 1791)
- †Peneroplis bronnimanni Crapon de Caprona d'Ersu, 1982
- †Peneroplis cairensis Chiocchini, 2008
- Peneroplis caledoniaensis McCulloch, 1981
- Peneroplis carinatiformis McCulloch, 1981
- †Peneroplis costatus Crapon de Caprona d'Ersu, 1982
- Peneroplis cristatiformis McCulloch, 1977
- †Peneroplis damesini Henson, 1950
- †Peneroplis dusenburyi Henson, 1950
- Peneroplis ellipticus d'Orbigny, 1839
- †Peneroplis evolutus Henson, 1950
- †Peneroplis farsensis Henson, 1950
- †Peneroplis flabelliformis Sirel & Özgen-Erdem in Sirel, Özgen-Erdem & Kangal, 2013
- †Peneroplis gervillei d'Orbigny, 1850
- †Peneroplis giganteus Gendrot, 1968
- Peneroplis hoheneggeri Förderer & Langer, 2019
- †Peneroplis honestus Todd & Post, 1954
- Peneroplis laevigatus d'Orbigny in Fornasini, 1904
- †Peneroplis mauii Dorreen, 1948
- Peneroplis mesoevolutus McCulloch, 1981
- †Peneroplis minutum Le Calvez, 1966
- Peneroplis parviformis McCulloch, 1981
- †Peneroplis parvus De Castro, 1965
- Peneroplis pertusus (Forsskål in Niebuhr, 1775)
- Peneroplis planatus (Fichtel & Moll, 1798)
- †Peneroplis polystomatium Ehrenberg, 1843
- †Peneroplis prisca Reuss, 1864
- †Peneroplis protoceanica Stache, 1889
- †Peneroplis rostrata Stache, 1889
- †Peneroplis supsensis Dzhanelidze, 1970
- †Peneroplis thomasi Henson, 1950
- Peneroplis tortugaensis McCulloch, 1981
- Peneroplis trinidadensis McCulloch, 1981
- Peneroplis undulatus McCulloch, 1981